# Nikola Kotur
Nikola Kotur (Srijemski Karlovci, 1899. – 1938.), bio je srpski arhitekt i tajnik SKOJ-a, ubijen tijekom Staljinovih čistki.

## Životopis
Nikola Kotur rođen je 1899. godine u Srijemskim Karlovcima. Po narodnosti je bio Srbin, a po zanimanju arhitekt.
Bio je politički tajnik SKOJ-a. 1922. – 1923. je s vodećim jugoslavenskim komunistima sudjelovao u raspravi koja se vodila u Radniku povodom nacionalnog pitanja.
U rujnu 1927. godine Kotur s drugovima organizira ilegalnu Partijsku školu u Beogradu, za 40 aktivista komunističke omladine. U listopadu prilikom velike policijske akcije uhićeno je svih 40 aktivista, među njima gotovo svo skojevsko vodstvo, tajnik SKOJ-a Nikola Kotur i generalni tajnik KPJ Sima Marković. U veljači 1928. godine počinje veliki proces protiv komunističke omladine Beograda. Na suđenju su optuženi iznosili strašne metode mučenja kojima se policija koristila kako bi ih prisilila na priznanje. Na osnovu Zakona o zaštiti države tada su zajedno osuđeni na pet godina zatvora: Josip Cazi, Nikola Kotur, Ivan Brijaček, Pavle Kovačević i Josip Radobolja. ostali osuđenici su dobili presude od 3 do 6 mjeseci zatvora.
Dana 15. svibnja 1928. godine bježi iz zatvorskog dijela bolnice u Vidinskoj. Tom prilikom je izvršio samoubojstvo Sreten Jovanović, mladi žandar koji ga je čuvao.
Bio je vjenčan s Anđom Bunuševac, novinarkom Politike.
Po izlasku iz zatvora, emigrirao je u Sovjetski Savez, gde je živio i radio. U ožujku 1938. godine uhitili su ga agenti NKVD-a u njegovom stanu u okolici Moskve. Odveli su ga u jedan moskovski logor, odakle mu se krajem te godine gubi svaki trag.

## Rehabilitacija
Posmrtno je rehabilitiran 1957. godine u SSSR. Za njegovu rehabilitaciju izborila se njegova kćer. U dokumentu koji joj je 1957. godine dostavio Vojni sud Habarovska navodi se da je Kotur službeno osuđen u veljači 1938. godine.